# SGR 1806-20
SGR 1806-20 (PSR J1808-2024) es un magnetar, un tipo particular de estrella de neutrones situado en la Vía Láctea. SGR 1806-20 ha sido identificada como un repetidor gamma blando (o SGR, del inglés soft gamma repeater). SGR 1806-20 está ubicada a 14,5 kiloparsecs (50 000 años luz) de la Tierra, en la constelación de Sagitario. Tiene un diámetro de no más de 20 kilómetros, y completa una rotación sobre su eje vertical cada 7,5 segundos (30 000 km/h de velocidad de rotación en superficie). A comienzos de 2002, SGR 1806-20 ha sido clasificado como el objeto más magnético registrado: su campo magnético posee una intensidad superior a los 1015 gauss (comparado con el campo magnético del Sol, que posee entre 1 y 5 gauss de intensidad).
El 27 de diciembre de 2004, se registró un estallido de rayos gamma proveniente del magnetar SGR 1806-20. En la opinión de eminentes astrónomos, si se hubiera producido a tan solo 10 años luz de la Tierra, —distancia que nos separa de alguna de las estrellas más cercanas—, hubiera peligrado seriamente la vida en nuestro planeta al destruir la capa de ozono, alterando el clima global y destruyendo la atmósfera. Esta explosión resultó ser unas 100 veces más potente que cualquier otro estallido registrado hasta ahora. La energía liberada en 2 centésimas de segundo fue superior a la producida por el Sol en 250 000 años. Se trata del magnetar más conocido y más estudiado.